# توماس شامبرز
توماس شامبرز (بالإنجليزية: Thomas Chambers)‏ هو رسام أمريكي، ولد في 11 ديسمبر 1808 في إنجلترا في المملكة المتحدة، وتوفي في 24 نوفمبر 1869 في الولايات المتحدة.

## معرض صور

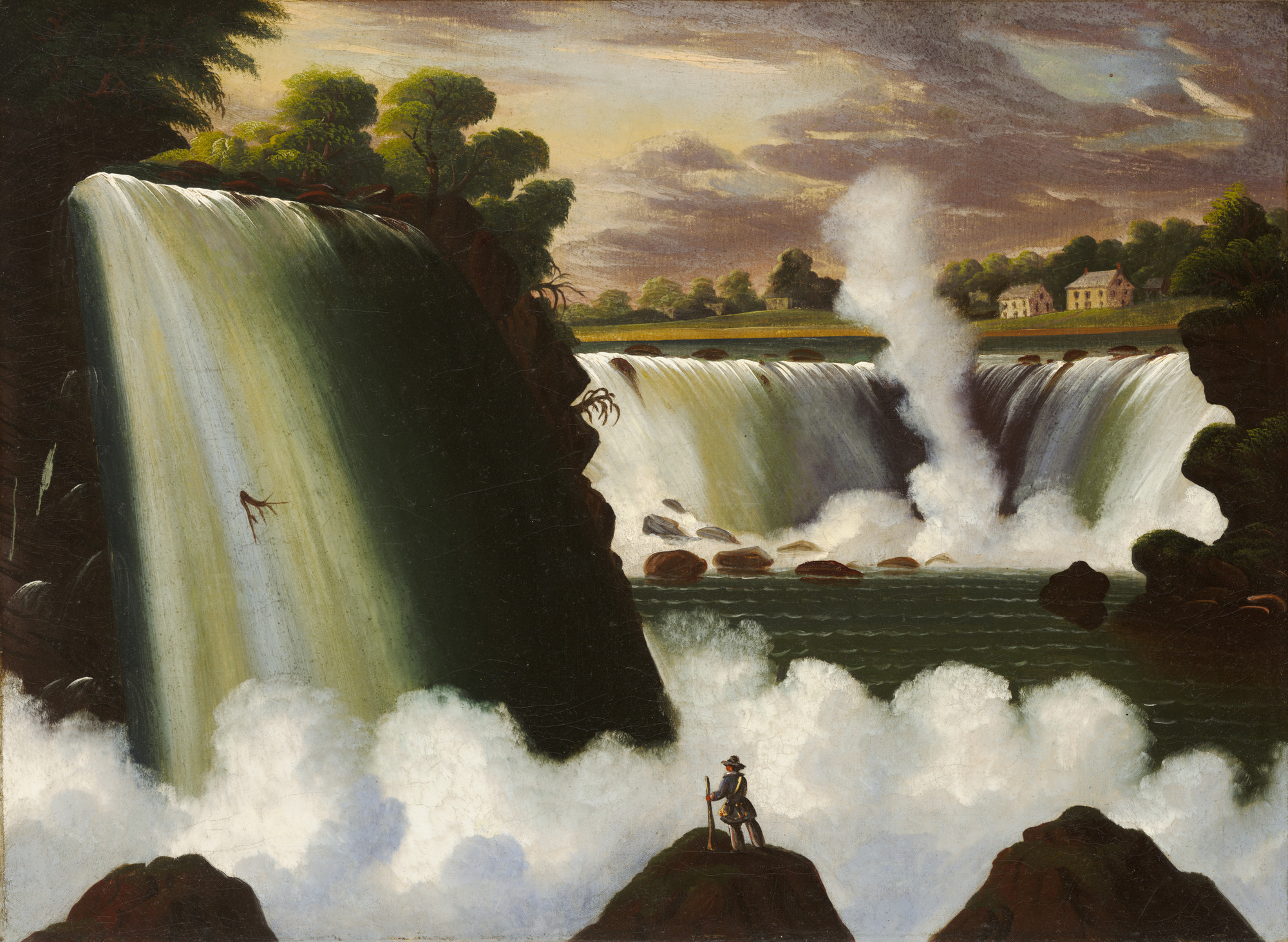
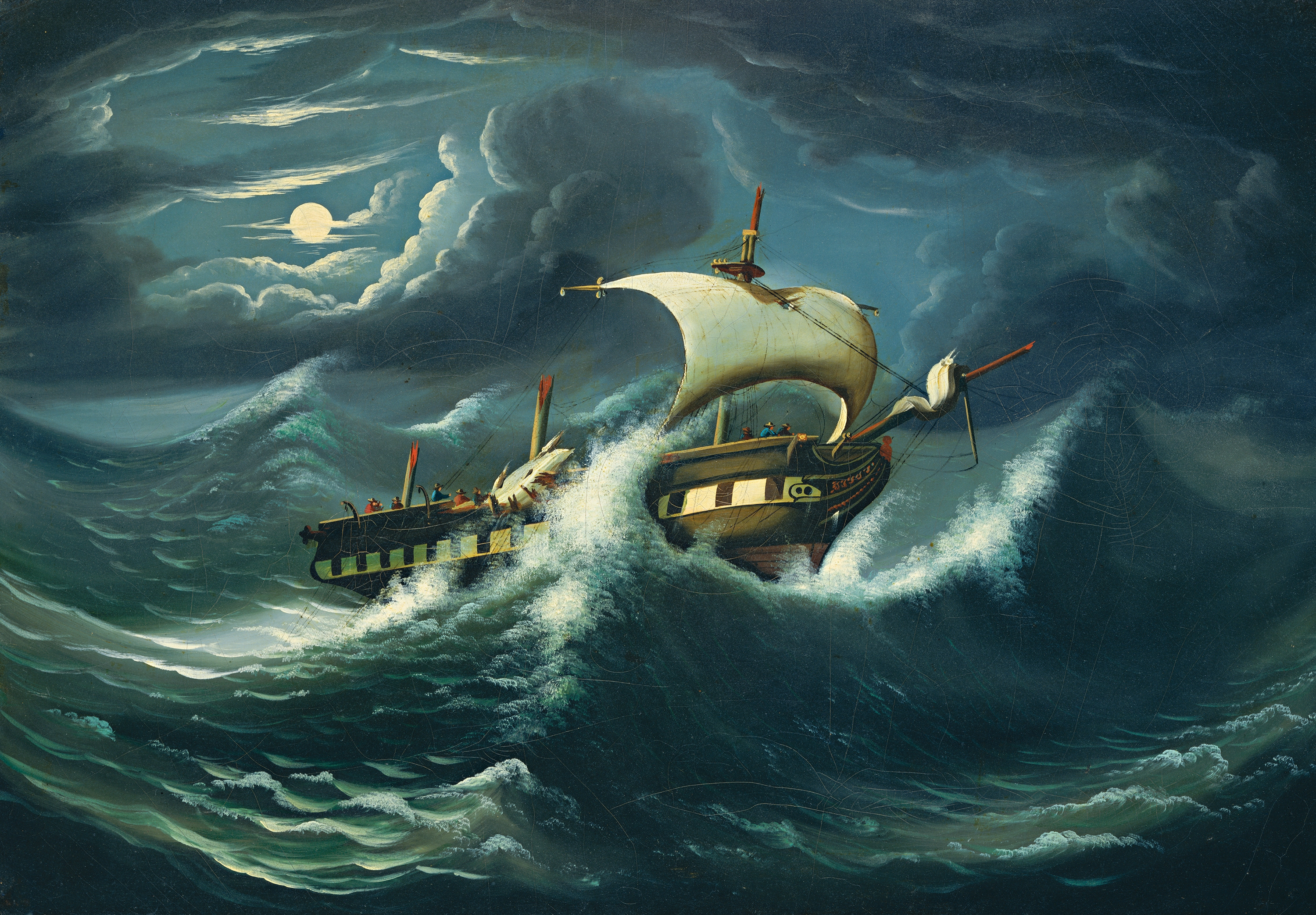
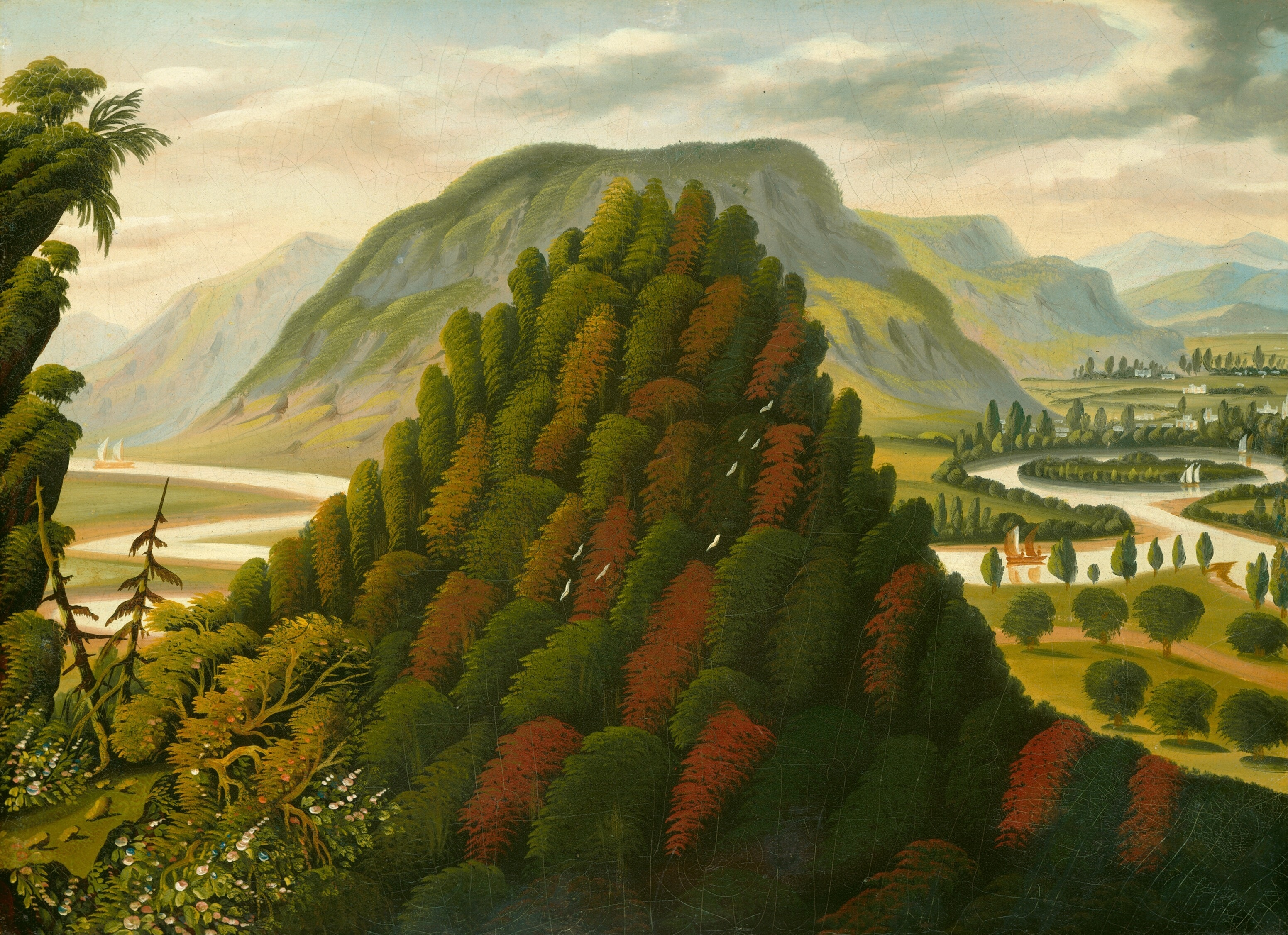
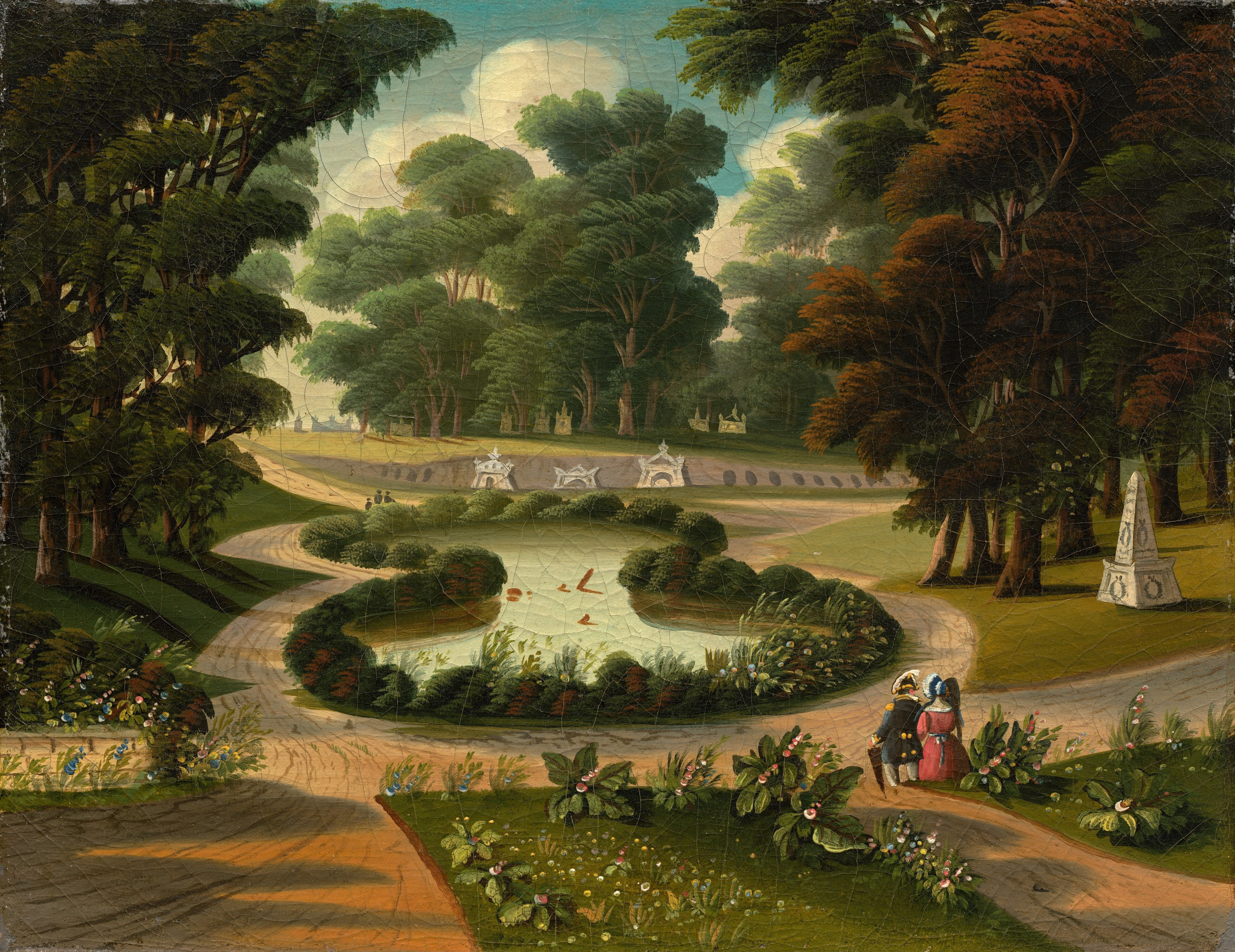
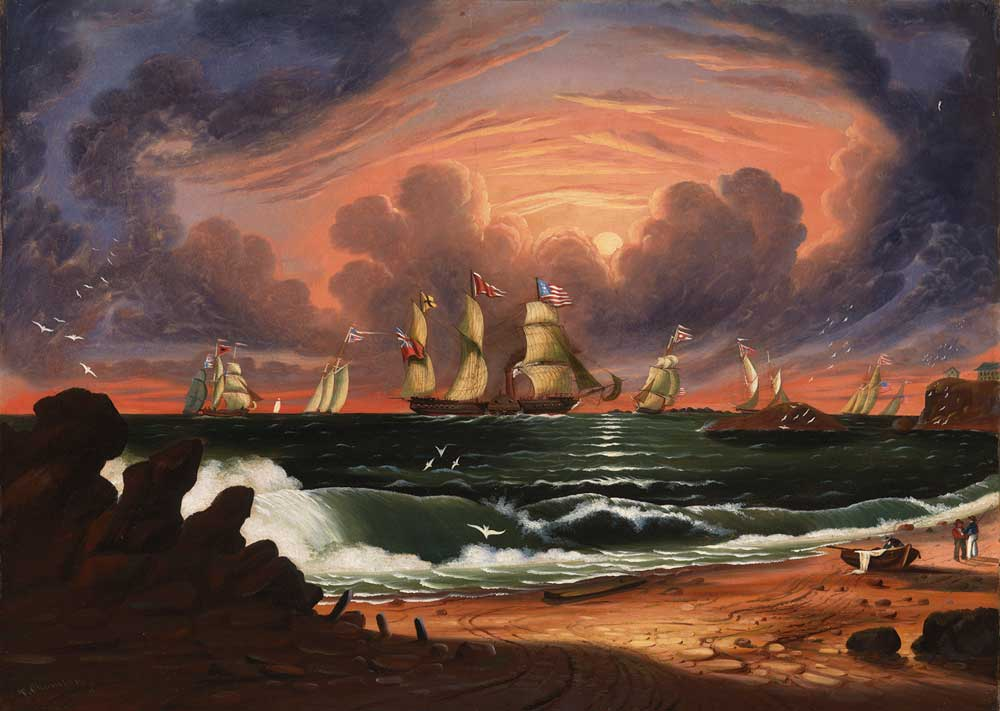